# Aksel Morisse
Tor Aksel Morisse, född 20 februari 1972 i Västra Frölunda, Göteborgs och Bohus län, är en svensk skådespelare.
Morisse utbildades vid Teaterhögskolan i Malmö 1995-98 och engagerades direkt efter studierna vid Uppsala Stadsteater där han tillhör den fasta ensemblen. 

## Filmografi
- 1998 – Dolly & Dolly (TV-serie)
- 2000 – Det grovmaskiga nätet
- 2000 – Brottsvåg (TV-serie gästroll)
- 2005 – En decemberdröm (TV:s julkalender)
- 2006 - AK3 - Dolda beslut
- 2008 - Om ett hjärta
- 2008 - Livet i Fagervik
- 2008 -  Varg
- 2009 - Psalm 21
- 2009 - Oskyldigt dömd
- 2009 –  Luftslottet som sprängdes
- 2010 – Sture & Kerstin Forever
- 2010 –  Cornelis
- 2013 –  IRL
- 2023 –  Ondskan

## Teater

### Roller (ej komplett)
| År   | Roll                      | Produktion                                                               | Regi                    | Teater              |
| ---- | ------------------------- | ------------------------------------------------------------------------ | ----------------------- | ------------------- |
| 2002 | Mozart                    | Amadeus Peter Schaffer                                                   | Eva Molin               | Uppsala stadsteater |
| 2011 | Tiger Brown               | Tolvskillingsoperan (Die Dreigroschenoper) Bertolt Brecht och Kurt Weill | Dennis Sandin           | Uppsala stadsteater |
| 2012 |                           | Fanny och Alexander Ingmar Bergman                                       | Linus Tunström          | Uppsala stadsteater |
| 2013 | Kolygin                   | Tre systrar (Три сeстры, Tri sestry) Anton Tjechov                       | Dennis Sandin           | Uppsala stadsteater |
| 2015 |                           | Partiledaren som klev in i kylan Daniel Suhonen                          | Dennis Sandin           | Uppsala Stadsteater |
| 2015 | Nalle                     | Direktören för det hela (Direktøren for det hele) Lars von Trier         | Anders Lundorph         | Malmö Stadsteater   |
| 2016 |                           | Att göra en Tartuffe Dennis Magnusson                                    | Dennis Sandin           | Uppsala stadsteater |
| 2017 | Beatty                    | Fahrenheit 451 Lucia Cajchanova efter en bok av Ray Bradbury             | Dennis Sandin           | Uppsala stadsteater |
| 2018 |                           | Taube Today Nikolaj Cederholm                                            | Nikolaj Cederholm       | Uppsala stadsteater |
| 2019 | Karl, en jätte            | Big Fish John August och Andrew Lippa                                    | Ronny Danielsson        | Uppsala Stadsteater |
| 2019 |                           | Låt oss lustiga vara Petra Brylander                                     | Petra Brylander         | Uppsala stadsteater |
| 2020 |                           | Måsen (Чайка, Tjajka) Anton Tjechov                                      | Dennis Sandin           | Uppsala stadsteater |
| 2021 | Jevgenij Sergejevitj Dorn | Måsen (Чайка, Tjajka) Anton Tjechov                                      | Dennis Sandin           | Uppsala stadsteater |
| 2021 | Salomon August Andrée     | De förlorade hjältarnas land Jonas Österberg Nilsson                     | Jonas Österberg Nilsson | Uppsala stadsteater |
| 2022 | Sten Lindroth             | Vansinnets historia Dag Thelander                                        | Emma Roswall            | Uppsala stadsteater |
| 2024 | Murre från Skogstibble    | Pelle Svanslös Gösta Knutsson                                            | Dennis Sandin           | Uppsala stadsteater |